# Dopolavoro Aziendale Ilva 1940-1941
Questa voce raccoglie le informazioni riguardanti il Dopolavoro Aziendale Ilva nelle competizioni ufficiali della stagione 1940-1941.

## Stagione
Il club disputò l'unica stagione della Serie C della sua storia, retrocedendo in quarta serie al termine del campionato.

## Divise
La maglia per le partite casalinghe presentava i colori nero-verdi.

## Organigramma societario
Area tecnica
- Allenatore: Dante Valentino[1]

## Rosa
| N. |                   | Ruolo | Calciatore       |
| -- | ----------------- | ----- | ---------------- |
|    | Italia (bandiera) | C     | Baldini          |
|    | Italia (bandiera) | C     | Cesare Benedetti |
|    | Italia (bandiera) | D     | Curotto          |
|    | Italia (bandiera) |       | Fiammengo        |
|    | Italia (bandiera) | D     | Finelli          |
|    | Italia (bandiera) | C     | Gamba            |
|    | Italia (bandiera) | D     | Luigi Ghersi     |
|    | Italia (bandiera) | D     | Levratto II      |

| N. |                   | Ruolo | Calciatore        |
| -- | ----------------- | ----- | ----------------- |
|    | Italia (bandiera) | D     | Lombardo          |
|    | Italia (bandiera) | P     | Massarotto        |
|    | Italia (bandiera) | A     | Merello           |
|    | Italia (bandiera) | P     | Origone           |
|    | Italia (bandiera) | C     | Adriano Gè        |
|    | Italia (bandiera) | A     | Giulio Pellegrino |
|    | Italia (bandiera) | D     | Villa             |
|    | Italia (bandiera) | A     | Teodoro Zanini    |

## Risultati

### Coppa Italia

#### Primo turno eliminatorio
| Genova 29 settembre 1940 Primo turno eliminatorio | Valpolcevera | 4 – 2 (d.t.s.) | Ilva Savona |  |
| \| \| \| \| \| ? \| Marcatori \| ? \|             |              |                |             |  |
|                                                   |              |                |             |  |
| ?                                                 | Marcatori    | ?              |             |  |